# Шуба

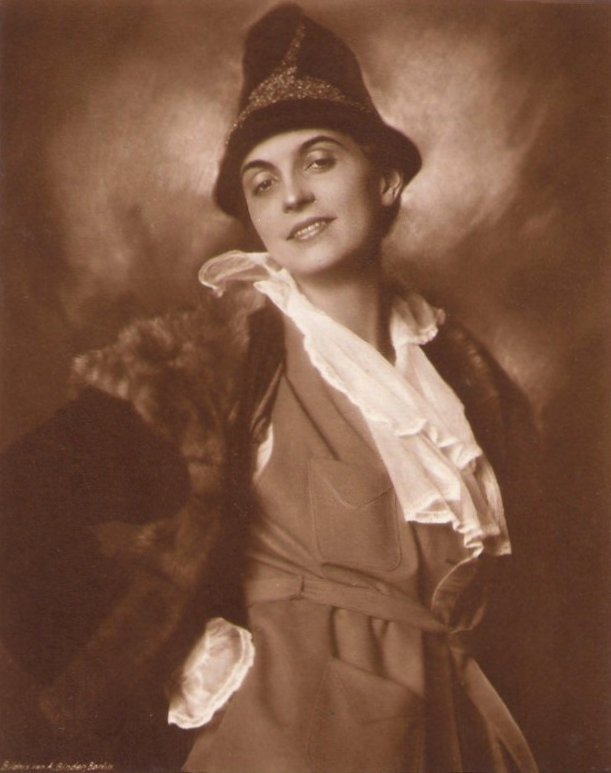
Німецька акторка Ерна Морена в шубі, 1925 р.

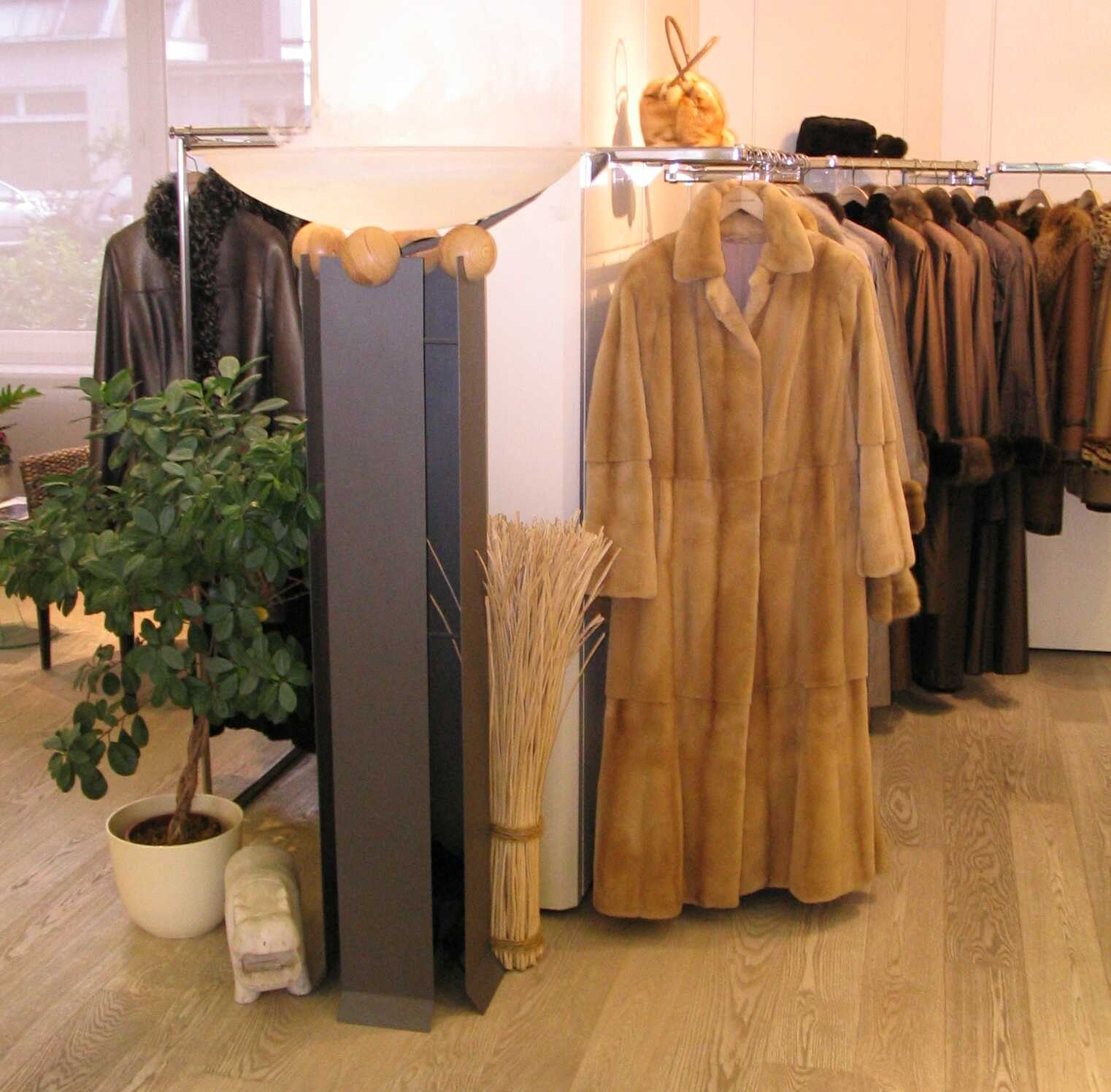
Шуби в німецькій крамниці, 2007 рік

Шуба — верхній одяг для захисту тіла від переохолодження. Шуба буває натуральною або штучною. Натуральну шубу шиють з хутра тварин, таких як норка, соболь, шиншила, песець, ягуар та інші. Слово «шуба» походить від арабського «джубба» («верхній одяг з довгими рукавами») через італ. giubba та сер.-в.-нім. schûbe.

## Моделі шуб
Серед різномаїття шуб можна виділити наступні:
Курточка — коротка шуба з довжиною від 60 см до 80 см. Такі шуби мають особливий попит у власниць автомобілів, тому їх ще називають «автоледі». Можуть бути з поясом або без, з відлогою та коміром (круглий, англійський, стійка, апаш). Можуть бути прямими, або трапецією, з різними видами рукавів.
Френч — шуба середньої довжини від 90 см до 130 см. Як правило, йде разом з поясом, хоча може носитися і без нього. Як правило, має розрізи з боків і може бути або з відлогою або з різними видами комірів (круглий, англійський, стійка, апаш). Шуба прямого пошиття.
Класика — довжина від 100 до 130 см. Як правило, шуба буває зроблена із пластин або в розпуск, з відлогою чи без, найчастіше без пояса, хоча є моделі й разом з ним. Без додаткового оздоблення. Можуть бути прямими, трапецією, з різними видами рукавів.
Свінгер (манто) — шуби, довжина яких від «вище коліна» до «нижче коліна», тобто від 100 до 110 см. Найчастіше шуба має форму трапеції або дзвона до 3,5 метрів внизу по периметру, з відлогою або без, з різними типами комірця (круглий, англійський, стійка) та рукавів.
Дзвіночок — шуба, низ якої як би розкльошений, завдяки чому шуба нагадує дзвіночок. Як правило, довжина шуби має довжину «до колін» або «нижче колін». Може бути з відлогою або без, з різними типами комірця (круглий, англійський, стійка) або рукавів.
Балетка — модель, схожа зі дзвіночком, зазвичай йде з розкльошеною спиною. Довжина варіюється від 80 до 100 см (до і нижче коліна). Може бути з відлогою або без, з різними типами комірця (круглий, англійський, стійка) або рукавами.
Метелик — модель трапеція, рукави та низ якої вирізані особливим способом, форма шуби у цьому разі нагадує крила метелика. Може бути з відлогою або без. Довжина від 80 до 105 см. Якщо немає відлоги, то може бути тільки круглий комірець.
Клеопатра — модель трапеція, довжина якої може бути від «коліна» до «середини литки» (від 100 до 130 см). Внизу і по рукавах моделі йдуть хвилеподібні вставки хутра, що нагадують оборку.

## Шуби народів Півночі
Для верхнього одягу північних народів характерна універсальність багатьох її видів. Єдиний принцип крою для різних сезонів, схожість чоловічого, жіночого та дитячого одягу. Святковий одяг відрізняється від повсякденного не кроєм, а лише зовнішнім оформленням: яскравим забарвленням тканини або білим кольором оленячих шкур. Спеціального одягу для весіль або поховання не існувало: у першому випадку використовували лише нову, а в іншому — будь-яку. Цей тип верхнього одягу є в короткому та довгому варіантах. Хутряні шуби сіверяни прикрашають візерунками, виконаними мозаїкою з хутра двох кольорів та смужками кольорового сукна, вшитими у шви уздовж по візерунку і його контуру. Візерункові смуги розташовуються уздовж основних швів одягу. Поділ і вилоги відвертаються хутром іншого тону, ніж основний колір шуби.

## Історія
Слово шуба вперше вживається в письмових джерелах у Суздальській грамоті 1382.
Шуби носили всі прошарки суспільства Московського князівства: селяни ходили в шубах з овчини, зайця, а знать — з куниці, соболя, чорнобурки. Давньоруська шуба масивна, по довжині до самої землі, пряма. Рукава з лицьової сторони мали розріз до ліктя, широкий відкладний комір і вилоги були декоровані хутром. Шуба шилася хутром всередину. Зверху шубу покривали сукном різними тканинами: сукном, парчею й оксамитом. У парадних випадках шубу носили влітку і в приміщеннях.
Існувало декілька типів шуб: турецькі шуби, польські шуби, найпоширенішими були російські й турецькі. Різновиди шуб: трапезна шуба, яку царі надягали на бенкети, санна (їздова) шуба, станова шуба з перехопленням в поясі, чиста шуба — без ґудзиків.
Російські шуби були схожі на однорядку, але мали широкий відкладний хутряний комір, що починався від грудей. Російська шуба була масивною і довгою, майже до самої землі, прямою з розширенням донизу — у пелені до 3,5 м. Спереду вона зав'язувалася шнурівками. Шубу шили з довгими рукавами, які іноді спускалися майже до підлоги й мали спереду до ліктя прорізи для протягування рук. Комір і вилоги були хутряні. Ґудзиків 3, 4, 9, 14, 15, 24; частіше всього 11 штук.
Турецька шуба вважалася надзвичайно парадною. Носили її зазвичай наопашки. Вона була довгою, з порівняно короткими та широкими рукавами.
Шуби застібалися на ґудзики або цурки з петлями.

### Виноски
1. ↑  Етимологічний словник української мови : в 7 т. / редкол.: О. С. Мельничук (гол. ред.) та ін. — К. : Наукова думка, 2012. — Т. 6 : У — Я / укл.: Г. П. Півторак та ін. — 568 с. — ISBN 978-966-00-0197-8.
2. ↑  Этимологический словарь русского языка. — М.: Прогресс М. Р. Фасмер 1964—1973
3. ↑  Все про норкові шуби: огляд
4. ↑  Ханти. Архів оригіналу за 18 січня 2005. Процитовано 31 січня 2011. [Архівовано 2005-01-18 у Wayback Machine.]
5. ↑  Етимологічний словник Фасмера
6. ↑  Древнерусская одежда
7. ↑  Іван Забєлін Домашний быт русских царей в XVI и XVII столетиях. — Москва: Транзиткнига, 2005. — С. 848—849. — ISBN 5-9578-2773-8. (рос.)